# Rafael Zamora Diaz
Rafael Zamora Díaz (Cuba, 1959 - Rio de Janeiro, 1 de fevereiro de 2011) foi um babalaô e jornalista cubano.
Awó de Orumilá Ogunda Keté, residia no Rio de Janeiro e foi presidente-fundador da Sociedade de Ifá e Cultura Afro-Cubana no Brasil.
Em 1 de fevereiro de 2011, Rafael Zamora Díaz foi assassinado a tiros quando chegava em sua residência no bairro do Cosme Velho.